# 심팩
심팩(SIMPAC Inc.)은 대한민국의 기업이다. 본사는 인천시 부평구 부평북로 141에 위치해 있으며 대표이사는 송효석이다.

## 상장
2008년 10월 17일에 공모가 12,000원에 코스닥 시장에 상장하였다.

## 참고문헌
1. ↑  심팩에이앤씨 "해외진출 위해 M&A 하겠다", 조선비즈, 2010.10.01
2. ↑  최진식 심팩 대표 겸 한국중견기업연합회 회장, 비즈니스포스트, 2022-06-10
3. ↑  (인터뷰)심팩에이앤씨 이상일 사장, snm뉴스, 2010-05-03